# Mundur służbowy wz. 1919
Mundur służbowy wz. 1919 – odmiana munduru polowego Wojska Polskiego II RP.
Przepis Ubioru Polowego Wojsk Polskich z roku 1919 ustalał że:”aż do czasu wprowadzenia ubioru wielkiego (służbowego), względnie paradnego, ubiór polowy może być stosowany jako ubiór bojowy, garnizonowy, służbowy, salonowy i codzienny”.

## Zastosowanie
Ubiór służbowy stosowano:
- przy meldowaniu się
- na paradach, rewiach, przeglądach
- na musztrach i ćwiczeniach
- przy reprezentacjach, wizytach oficjalnych i mszach żałobnych[a]
- na specjalny rozkaz

## Elementy umundurowania
Oficerowie:
- kurtka
- sznury naramienne – generałowie i oficerowie  sztabu generalnego, adiutanci wszelkich dowództw i żandarmeria
- spodnie krótkie
- trzewiki sznurowane
- owijacze – w piechocie
- sztylpy względnie buty długie – dla wszystkich komu należały się ostrogi; dozwolone były też wszystkim oficerom
- ostrogi przypinane lub przybijane – komu się należały
- oficerski pas polowy
- szabla[b] na żabce lub rapciach pod mundurem[c]
- temblak oficerski
- czapka
- rękawiczki brązowe
- płaszcz polowy „w rękawy” lub bez płaszcza; dozwolony pas z tego samego materiału. Obecni na paradach, rewiach, przeglądach, jeśli oddziały wojsk mają rynsztunek na płaszczu, wkładają pas polowy na płaszcz.

Szeregowi:
- kurtka i spodnie
- ostrogi przypinane - komu się należały
- pas główny z żabką przy płaszczu włożonym w rękawy – zawsze na płaszczu[e]
- szabla lub bagnet – szabla komu się należała, na rapciach